# Cetechovice
Cetechovice település Csehországban, Kroměříži járásban. Cetechovice Chvalnov-Lísky, Litenčice, Zdounky, Roštín és Honětice településekkel határos. Lakosainak száma 200 fő (2024. január 1.).

## Népesség
A település lakosságának változását az alábbi diagram mutatja:
| Lakosok száma | 528  | 587  | 581  | 406  | 305  | 226  | 180  | 178  | 189  | 200  |
|               | 1869 | 1890 | 1921 | 1950 | 1980 | 2001 | 2017 | 2019 | 2022 | 2024 |